# Olekszyk
Olekszyk – polskie nazwisko, na co wskazują końcówka -yk oraz użycie dwuznaku sz. W Polsce nosi je około 200 osób.
Nazwisko pochodzi najprawdopodobniej od imienia Oleksy lub Oleksa (formy imienia Aleksy stosowane w Polsce od XIV w.). Jest to przykład nazwiska odojcowskiego.